# Teatro dell'oppresso
Il Teatro dell'oppresso, in brasiliano Teatro do Oprimido, o TdO, è un metodo teatrale che comprende differenti tecniche create dal regista brasiliano Augusto Boal, già direttore del Teatro Arena di San Paolo. Le accomuna l'obiettivo di fornire strumenti di cambiamento personale, sociale e politico per tutti coloro si trovino in situazioni di oppressione. Boal lo insegnò in giro per il mondo fino alla sua morte nel 2009.

## Storia

### In Brasile
Ispirato alle idee di Paulo Freire ed al suo trattato, La pedagogia degli oppressi, il Teatro dell'Oppresso nasce in Brasile, in un clima di lotte operaie e contadine, in tempi in cui il regime oppressivo degli anni '60 del Novecento non consentiva l'espressione di critiche né di liberi pensieri e opinioni in pubblico. Boal portò il teatro nella vita quotidiana delle persone, mostrando che ognuno di noi può influenzare attivamente gli sviluppi sociopolitici. Con gli anni si è poi diffuso in tutto il mondo dove viene comunemente utilizzato.

### Passaggio in Europa
Cacciato dal Brasile, Boal si trasferì a Parigi, esportando le sue idee in Europa. Se in origine questo metodo era principalmente un mezzo per rendere coscienti le persone rispetto ai conflitti sociali, nella sua interpretazione europea il Teatro dell'Oppresso è stato utilizzato per lavorare sui conflitti personali.
Alcune delle tecniche, in particolare quella del flic-dans-la-tête nascono da laboratori annuali svolti proprio a Parigi nel 1980 assieme agli animatori del Centre du Theatre de l'Opprimé per rispondere a una domanda nuova: come si possono affrontare col Teatro dell'Oppresso le questioni più interiori, in cui «il problema è nella persona più che nella situazione», senza cadere in una psicoterapia individuale ma tenendo fede ai principi del TdO di essere una ricerca collettiva di liberazione?
Boal, come racconta auto-ironicamente negli stage, arriva in Europa nel 1979 abituato a confrontarsi con oppressioni molto visibili e concrete, basate sulla violenza, la forza, la prevaricazione. Propone i suoi stage in Francia e poi ovunque e gli occidentali portano in essi oppressioni a lui sconosciute: solitudine, impotenza, confusione, malessere interiore... Boal prima rifiuta di trattare queste questioni e chiede
«ma dove sono i poliziotti? Dove sono gli oppressori?»
e infine si arrende alla realtà e afferma:
Anche qui in Europa ci sono oppressioni, ma sono più nascoste, più sottili; anche qui la gente sta male, al punto che si toglie la vita per questo; dobbiamo scoprire gli oppressori; essi sono nella testa».
Da qui nascono le prime tecniche come I poliziotti e i loro anticorpi, L'arcobaleno del desiderio, L'immagine analitica ecc. che esplorano l'interiorità della persona per far emergere e portare in scena davanti a tutti, gli oppressori interni che sono stati, in passato, persone reali subite dal protagonista e che ora sono nascosti nella sua mente sotto forma di immagini di divieto, terrore, seduzione, impotenza, ecc. Le tecniche mirano a portare fuori questi flic perché il protagonista possa riconoscerli e affrontarli teatralmente, ma anche perché il gruppo possa lavorare e allenarsi a lottare contro gli stessi impedimenti.
Le tecniche partono da un racconto iniziale del protagonista seguito dalla costruzione di immagini proposte da lui e/o dal pubblico e da improvvisazioni in un caleidoscopio di relazioni a più livelli (reale e simbolico e fantastico e grottesco...) che permettono un'esplorazione ricca di suggestioni.

## Tematiche e tecniche
Tutte le tecniche del TdO rappresentano una forma di educazione popolare basata sulla comunità, che usa il teatro come strumento per il cambiamento sociale a livello individuale, locale e globale. Tecniche che sono utilizzate in oltre 100 paesi in vari ambiti di attivismo sociale e politico, di risoluzione dei conflitti, di costruzione di comunità, di terapia, riabilitazione, sensibilizzazione e anche per creare legislazione. Progettato per i non-attori, il Tdo utilizza il linguaggio universale del teatro come un mezzo per indagare la vita da parte di persone e comunità intere, di identificare i loro sogni e reinventare il loro futuro.
Il TdO invita al pensiero critico e al dialogo. Si tratta di analizzare, dare risposte, agire e interagire e non solo di parlare. Parallelamente a Jacob Levi Moreno, che negli anni Venti del Novecento formulò prima a Vienna e poi in America,  i metodi dello psicodramma e del sociodramma, Boal sviluppò autonomamente una visione rivoluzionaria del teatro in cui non gli autori ma gli spett-attori potessero diffondere il messaggio di critica sociale. Boal inventò varie tecniche basate sull'interazione tra spettattori e attori. Lo scopo è di incoraggiare le persone alla cittadinanza attiva e per partecipare in modo incisivo alla vita politica e sociale. I cambiamenti sociopolitici influenzano la vita di tutti e tutti possono cooperare al cambiamento della società. 
Uno dei motivi della popolarità del TdO è l'idea di attivare lo spettatore (chiamato appunto spett/attore), ponendolo al centro del lavoro teatrale, al fine di includere differenti rappresentazioni della realtà ed esplorarne possibili trasformazioni in forma creativa e socializzata.

### Le tecniche principali
- Teatro immagine
- Teatro forum
- Teatro invisibile
- Flic-dans-la-tête
- Teatro giornale
- Teatro legislativo
- Estetica dell'oppresso
- Arte partecipata